# Aristida echinata
Aristida echinata är en gräsart som beskrevs av Johannes Jan Theodoor Henrard. Aristida echinata ingår i släktet Aristida och familjen gräs. Inga underarter finns listade i Catalogue of Life.